# Manaquí estriat occidental
El manaquí estriat occidental (Machaeropterus striolatus) és un ocell de la família dels píprids (Pipridae).

## Hàbitat i distribució
Habita la selva pluvial, a les terres baixes a Colòmbia,nord-oest i sud de Veneçuela, est de l'Equador, nord-est del Perú i oest de l'Amazònia.

## Taxonomia
Antany es considerava que Machaeropterus striolatus era un grup subespecífic de Machaeropterus regulus. Actualment es consideren espècies diferents arran treballs com ara Snow 2004